# Project Gutenberg
Project Gutenberg is een digitale bibliotheek van e-boeken (elektronische boeken).

## Toelichting

Michael Stern Hart en Gregory Newby tijdens de HOPE conferentie in 2006

Michael Hart startte in 1971 met dit project genoemd naar Johannes Gutenberg, die algemeen geldt als uitvinder van de boekdrukkunst met losse letters. 
De meeste door Project Gutenberg gepubliceerde teksten vallen in het publiek domein in de Verenigde Staten en de Europese Unie. Ofwel omdat ze nooit onder het auteursrecht vielen, ofwel omdat het auteursrecht verlopen is. Enkele teksten vallen nog onder auteursrecht, maar zijn beschikbaar gesteld door de auteurs. Typische kandidaten voor Project Gutenberg zijn belangrijke of succesvolle boeken waarvan het auteursrecht inmiddels verlopen is, zoals veel oude filosofische teksten, maar b.v. ook de Sherlock Holmes-verhalen van Arthur Conan Doyle of de Tarzan-verhalen van Edgar Rice Burroughs. Er zijn diverse leesprogramma's op het internet te vinden waarmee men de teksten op het computerscherm kan lezen.
Het merendeel van de teksten zijn Engelstalig, maar er zijn ook werken in andere talen te vinden, waaronder het Nederlands.
Een vergelijkbaar Nederlandstalig project was het Project Laurens Jz Coster, (genoemd naar degene die eeuwenlang in Nederland gold als uitvinder van de boekdrukkunst). Na beëindiging in 2001 is dit project opgevolgd door de Digitale Bibliotheek voor de Nederlandse Letteren. In Scandinavië is er het Project Runeberg.

## Voorbeelden
Voorbeelden van boeken die op Wikipedia beschreven staan en bij Project Gutenberg te vinden zijn:
- Dracula - Bram Stoker
- Twintigduizend mijlen onder zee - Jules Verne

Er zijn ook muziekwerken en gesproken woord-opnamen beschikbaar.
Het standaard formaat is 'platte tekst' (ASCII), maar ook HTML en PDF worden gebruikt, vooral als er afbeeldingen bij de tekst horen. Veel boeken zijn ook in EPUB-formaat te downloaden, zodat ze op een E-reader gelezen kunnen worden.
De werkzaamheden worden door vrijwilligers verricht die teksten scannen en door OCR in tekst omzetten. Hun voornaamste werk is echter de tekst op fouten controleren, waarbij een groep zogenaamde proofreaders wordt ingezet om dagelijks duizenden pagina's van oude boeken door te lezen en te corrigeren.